# Monnonlampi
Monnonlampi är en sjö i Finland. Den ligger i kommunen Vederlax i landskapet Kymmenedalen, i den södra delen av landet, 140 km öster om huvudstaden Helsingfors. Monnonlampi ligger 25 meter över havet. I omgivningarna runt Monnonlampi växer i huvudsak barrskog. Arean är 13,4 hektar och strandlinjen är 2,92 kilometer lång. Sjön  ingår i Finska vikens kustområde. 